# Сливканич Марія Якимівна
Марія Якимівна Сливканич (нар. 12 грудня 1953, село Гаврилівка, тепер Нововоронцовського району Херсонської області) — українська радянська діячка, доярка колгоспу «Шлях комунізму» Нововоронцовського району Херсонської області. Депутат Верховної Ради УРСР 9-го скликання.

## Біографія
Освіта неповна середня.
З 1968 р. — доярка колгоспу «Шлях комунізму» села Гаврилівка Нововоронцовського району Херсонської області.
Потім — на пенсії у селі Гаврилівці Нововоронцовського району Херсонської області.

## Нагороди
- ордени
- медалі